# ويليام دوغلاس (ملاكم)
ويليام دوغلاس (بالإنجليزية: William Douglas)‏ (21 مارس 1940 - 7 أكتوبر 1999) هو ملاكم أمريكي، صنّف ضمن فئة الوزن الثقيل الخفيف ‏ والوزن المتوسط.

## روابط خارجية
- ويليام دوغلاس على موقع بوكس ريك (الإنجليزية) (registration required)